# 宇都宮市清原体育館
宇都宮市清原体育館（うつのみやし きよはらたいいくかん）は、栃木県宇都宮市清原工業団地の「清原中央公園」にある体育館である。
1988年（昭和63年）開場。2021年（令和3年）9月までの予定で改修工事が行われた後、第77回国民体育大会（いちご一会とちぎ国体）のバレーボール競技会場として使用された。

## 施設概要
- アリーナは主競技場と副競技場の2面がある
  - 主競技場　バスケットボール2面、バレーボール3面、バドミントン10面、卓球35台
  - 副競技場　バスケットボール・バレーボール各1面、バドミントン4面、卓球15台
- 剣道場
- 柔道場
- トレーニングルーム
- 会議室
- 控え室
- シャワールーム他

## 周辺のスポーツ施設
清原中央公園
- 宇都宮清原球場
- 清原テニスコート

清原南公園
- 清原南球場（軟式野球・ソフトボール専用）

清原北公園
- 栃木県グリーンスタジアム

## 交通
- 宇都宮駅東口から宇都宮ライトレールで清原地区市民センター前停留場下車